# U-403 (tàu ngầm Đức)
U-403 là một tàu ngầm tấn công  Lớp Type VII thuộc phân lớp Type VIIC được Hải quân Đức Quốc Xã chế tạo trong Chiến tranh Thế giới thứ hai. Nhập biên chế năm 1941, nó đã thực hiện được tám chuyến tuần tra và đánh chìm được hai tàu buôn với tổng tải trọng 12.946 GRT. Trong chuyến tuần tra cuối cùng, U-403 bị một máy bay ném bom Vickers Wellington của Không quân Hoàng gia Anh (với đội bay thuộc lực lượng Pháp Tự do) đánh chìm ngoài khơi Dakar, Tây Phi vào ngày 18 tháng 8, 1943.

## Thiết kế và chế tạo

### Thiết kế

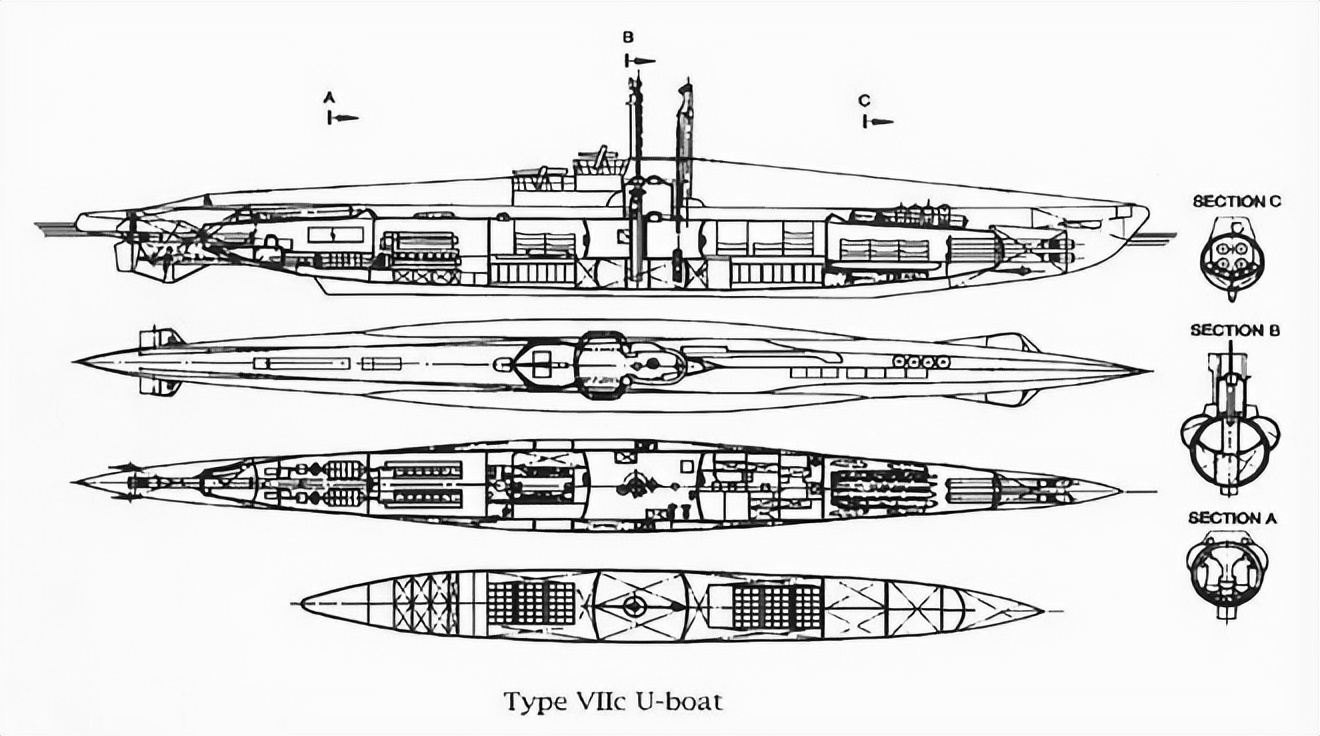
Sơ đồ các mặt cắt một tàu ngầm Type VIIC

Phân lớp VIIC của Tàu ngầm Type VII là một phiên bản VIIB được kéo dài thêm. Chúng có trọng lượng choán nước 769 t (757 tấn Anh) khi nổi và 871 t (857 tấn Anh) khi lặn). Con tàu có chiều dài chung 67,10 m (220 ft 2 in), lớp vỏ trong chịu áp lực dài 50,50 m (165 ft 8 in), mạn tàu rộng 6,20 m (20 ft 4 in), chiều cao 9,60 m (31 ft 6 in) và mớn nước 4,74 m (15 ft 7 in).
Chúng trang bị hai động cơ diesel Germaniawerft F46 siêu tăng áp 6-xy lanh 4 thì, tổng công suất 2.800–3.200 PS (2.100–2.400 kW; 2.800–3.200 bhp), dẫn động hai trục chân vịt đường kính 1,23 m (4,0 ft), cho phép đạt tốc độ tối đa 17,7 kn (32,8 km/h), và tầm hoạt động tối đa 8.500 nmi (15.700 km) khi đi tốc độ đường trường 10 kn (19 km/h). Khi đi ngầm dưới nước, chúng sử dụng hai động cơ/máy phát điện Garbe, Lahmeyer & Co. RP 137/c  tổng công suất 750 PS (550 kW; 740 shp). Tốc độ tối đa khi lặn là 7,6 kn (14,1 km/h), và tầm hoạt động 80 nmi (150 km) ở tốc độ 4 kn (7,4 km/h). Con tàu có khả năng lặn sâu đến 230 m (750 ft).
Vũ khí trang bị có năm ống phóng ngư lôi 53,3 cm (21 in), bao gồm bốn ống trước mũi và một ống phía đuôi, và mang theo tổng cộng 14 quả ngư lôi, hoặc tối đa 22 quả thủy lôi TMA, hoặc 33 quả TMB. Tàu ngầm Type VIIC bố trí một hải pháo 8,8 cm SK C/35 cùng một pháo phòng không 2 cm (0,79 in) trên boong tàu. Thủy thủ đoàn bao gồm 4 sĩ quan và 40-56 thủy thủ.

### Chế tạo
U-403 được đặt hàng vào ngày 23 tháng 9, 1939, và được đặt lườn tại xưởng tàu Danziger Werft ở Danzig (nay là Gdańsk thuộc Ba Lan) vào ngày 20 tháng 5, 1940. Nó được hạ thủy vào ngày 26 tháng 2, 1941, và nhập biên chế cùng Hải quân Đức Quốc Xã vào ngày 25 tháng 6, 1941 dưới quyền chỉ huy của Hạm trưởng, Đại úy Hải quân Heinz-Ehlert Clausen.

## Lịch sử hoạt động

### 1942
Sau khi hoàn tất việc huấn luyện trong thành phần Chi hạm đội U-boat 5, U-403 được điều sang Chi hạm đội U-boat 7 từ ngày 1 tháng 9, 1942 để phục vụ trên tuyến đầu. Sau đó nó lần lượt được điều sang Chi hạm đội U-boat 11 từ ngày 1 tháng 7, và sang Chi hạm đội U-boat 9 từ ngày 1 tháng 3, 1943.

#### Chuyến tuần tra thứ nhất
Sau khi di chuyển từ cảng Kiel, Đức đến đảo Helgoland vào cuối 26 tháng 2, U-403 xuất phát từ đây vào ngày 1 tháng 3 cho chuyến tuần tra đầu tiên trong chiến tranh. Nó đi ra Bắc Hải rồi đi dọc theo bờ biển Na Uy cho đến tận biển Barents. Không đánh chìm được mục tiêu nào, nó kết thúc chuyến tuần tra tại cảng Narvik, Na Uy vào ngày 19 tháng 3.

#### Chuyến tuần tra thứ hai
Sau khi di chuyển từ Narvik đến cảng Harstad (phía Tây Bắc Narvik), U-403 khởi hành từ đây vào ngày 4 tháng 4 cho chuyến tuần tra thứ hai để hoạt động ở khu vực phía Bắc của biển Na Uy. Vào ngày 16 tháng 4, nó phóng ngư lôi đánh chìm chiếc tàu buôn Anh Empire Howard 6.985 GRTở vị trí về phía Tây Bắc mũi North, tại tọa độ 73°48′B 21°50′Đ / 73,8°B 21,833°Đ. Chiếc U-boat quay trở về Harstad vào ngày 21 tháng 4, rồi lại di chuyển đến cảng Bergen vào giữa tháng 5.

#### Chuyến tuần tra thứ ba và thứ tư
U-403 rời cảng Bergen cho chuyến tuần tra thứ ba kéo dài từ ngày 17 đến ngày 28 tháng 7, và đã hoạt động trong biển Na Uy cho đến tận đảo Bear trước khi đi đến Skjomenfjord (phía Nam Narvik).
Từ đây nó có chuyến tuần tra tiếp theo, diễn ra từ ngày 2 đến ngày 20 tháng 8, và đã hoạt động dọc bờ biển Greenland, quần đảo Svalbard và biển Barents, và kết thúc tại Skjomenfjord.

#### Chuyến tuần tra thứ năm
U-403 xuất phát từ Skjomenfjord vào ngày 26 tháng 8 cho chuyến tuần tra thứ năm, và đã mở rộng phạm vi hoạt động trong biển Barents cho đến gần quần đảo Novaya Zemlya. Nó quay trở về Narvik vào ngày 21 tháng 9, rồi tiếp tục di chuyển đến Trondheim vào ngày 26 tháng 9.

### 1943

#### Chuyến tuần tra thứ sáu
U-403 xuất phát từ cảng Trondheim vào ngày 9 tháng 1, 1943 cho chuyến tuần tra thứ sáu. Nó băng qua khe GIUK giữa quần đảo Faroe và Iceland để vòng qua quần đảo Anh, và hoạt động tại khu vực Bắc Đại Tây Dương về phía Nam Greenland và phía Đông Newfoundland, Canada. Ngoài khơi Newfoundland vào ngày 6 tháng 2, chiếc tàu ngầm bị một thủy phi cơ Canso (phiên bản Canada của PBY Catalina) thuộc Liên đội 5 Không quân Hoàng gia Canada tấn công, khiến chiếc tàu ngầm bị hư hại nhẹ. Đến 08 giờ 17 phút ngày 19 tháng 2, nó phóng ngư lôi đánh chìm chiếc tàu buôn Hy Lạp Zeus 5.961 GRT vốn bị rơi lại phía sau Đoàn tàu ONS-165 do thời tiết xấu, tại tọa độ 49°28′B 44°50′T / 49,467°B 44,833°T, khiến toàn bộ 38 người trên tàu thiệt mạng. U-403 kết thúc chuyến tuần tra và quay về cảng Brest bên bờ Đại Tây Dương của Pháp đã bị Đức chiếm đóng, đến nơi vào ngày 2 tháng 3.

#### Chuyến tuần tra thứ bảy
Trong chuyến tuần tra tiếp, cùng xuất phát và kết thúc tại cảng Brest và diễn ra từ ngày 19 tháng 4 đến ngày 31 tháng 5, U-403 hoạt động tại khu vực Trung tâm Đại Tây Dương. Vào ngày 10 tháng 5, ở vị trí về phía Tây Bắc quần đảo Azores nó bị một máy bay ném bom-ngư lôi Fairey Swordfish thuộc Liên đội 811 Không lực Hải quân Hoàng gia xuất phát từ tàu sân bay hộ tống HMS Biter tấn công. Chiếc tàu ngầm đã chạy thoát mà không bị hư hại.

#### Chuyến tuần tra thứ tám – Bị mất
U-403 khởi hành từ Brest vào ngày 13 tháng 7 cho chuyến tuần tra thứ tám, và tiến xuống phía Nam để hoạt động ở lối ra vào eo biển Gibraltar và dọc theo bờ biển Tây Phi. Nó đang cùng tàu ngầm U-43 di chuyển trên mặt nước vào ngày 30 tháng 7, khi chúng bị các máy bay ném bom-ngư lôi  TBM Avenger và máy bay tiêm kích F4F Wildcat xuất phát từ tàu sân bay hộ tống USS Santee tấn công. U-403 né tránh được hai quả mìn sâu ném xuống, còn U-43 bị đắm sau khi trúng một quả ngư lôi FIDO Mark 24 dò âm.
Đến ngày 18 tháng 8, ở vị trí dọc bờ biển Tây Phi ngoài khơi Dakar, một máy bay ném bom Vickers Wellington thuộc Liên đội 344 Không quân Hoàng gia Anh (với đội bay thuộc lực lượng Pháp Tự do) thả mìn sâu tấn công, đánh chìm U-403 tại tọa độ 13°42′B 17°36′T / 13,7°B 17,6°T. Toàn bộ 49 thành viên thủy thủ đoàn trên tàu đều tử trận.
Trước đây U-403 được tin là bị đánh chìm vào ngày 18 tháng 8, 1943 bởi một máy bay ném bom Lockheed Hudson thuộc Liên đội 200 RAF gần Dakar.

### "Bầy sói" tham gia
U-403 từng tham gia mười hai bầy sói:
- Aufnahme (7 – 11 tháng 3, 1942)
- Blücher (11 – 18 tháng 3, 1942)
- Bums (6 – 14 tháng 4, 1942)
- Blutrausch (15 – 18 tháng 4, 1942)
- Nebelkönig (7 – 14 tháng 8, 1942)
- Trägertod (12 – 19 tháng 9, 1942)
- Falke (15 – 19 tháng 1, 1943)
- Haudegen (19 tháng 1 – 15 tháng 2, 1943)
- Taifun (15 – 20 tháng 2, 1943)
- Amsel (26 tháng 4 – 3 tháng 5, 1943)
- Amsel 4 (3 – 6 tháng 5, 1943)
- Rhein (7 – 10 tháng 5, 1943)

### Tóm tắt chiến công
U-403 đã đánh chìm được hai tàu buôn với tổng tải trọng 12.946 GRT:
| Ngày             | Tên tàu       | Quốc tịch      | Tải trọng | Số phận      |
| ---------------- | ------------- | -------------- | --------- | ------------ |
| 16 tháng 4, 1942 | Empire Howard | United Kingdom | 6.985     | Bị đánh chìm |
| 19 tháng 2, 1943 | Zeus          | Greece         | 5.961     | Bị đánh chìm |